# Agrostis glaucescens
Agrostis glaucescens é uma espécie de gramínea do gênero Agrostis, pertencente à família Poaceae.